# Чарновенси
Чарновенси (пол. Czarnowęsy) — село в Польщі, у гміні Білоґард Білоґардського повіту Західнопоморського воєводства.
Населення — 322 особи (2011).
У 1975—1998 роках село належало до Кошалінського воєводства.

## Демографія
Демографічна структура станом на 31 березня 2011 року:
|          | Загалом | Допрацездатний вік | Працездатний вік | Постпрацездатний вік |
| -------- | ------- | ------------------ | ---------------- | -------------------- |
| Чоловіки | 174     | 36                 | 128              | 10                   |
| Жінки    | 148     | 34                 | 93               | 21                   |
| Разом    | 322     | 70                 | 221              | 31                   |